# Waverly (Kansas)
Waverly és una població dels Estats Units a l'estat de Kansas. Segons el cens del 2000 tenia 589 habitants.

## Demografia
Segons el cens del 2000, Waverly tenia 589 habitants, 233 habitatges, i 147 famílies. La densitat de població era de 291,6 habitants/km².
Dels 233 habitatges en un 33,9% hi vivien nens de menys de 18 anys, en un 52,8% hi vivien parelles casades, en un 5,2% dones solteres, i en un 36,9% no eren unitats familiars. En el 33% dels habitatges hi vivien persones soles el 16,3% de les quals corresponia a persones de 65 anys o més que vivien soles. El nombre mitjà de persones vivint en cada habitatge era de 2,36 i el nombre mitjà de persones que vivien en cada família era de 2,99.
Per edats la població es repartia de la següent manera: un 24,8% tenia menys de 18 anys, un 8,3% entre 18 i 24, un 22,6% entre 25 i 44, un 20,2% de 45 a 60 i un 24,1% 65 anys o més.
L'edat mediana era de 40 anys. Per cada 100 dones de 18 o més anys hi havia 80,8 homes.
La renda mediana per habitatge era de 29.844 $ i la renda mediana per família de 38.472 $. Els homes tenien una renda mediana de 30.446 $ mentre que les dones 18.571 $. La renda per capita de la població era de 15.733 $. Entorn del 4,1% de les famílies i el 8,7% de la població estaven per davall del llindar de pobresa.

## Poblacions properes
El següent diagrama mostra les poblacions més properes.